# Brickfilm

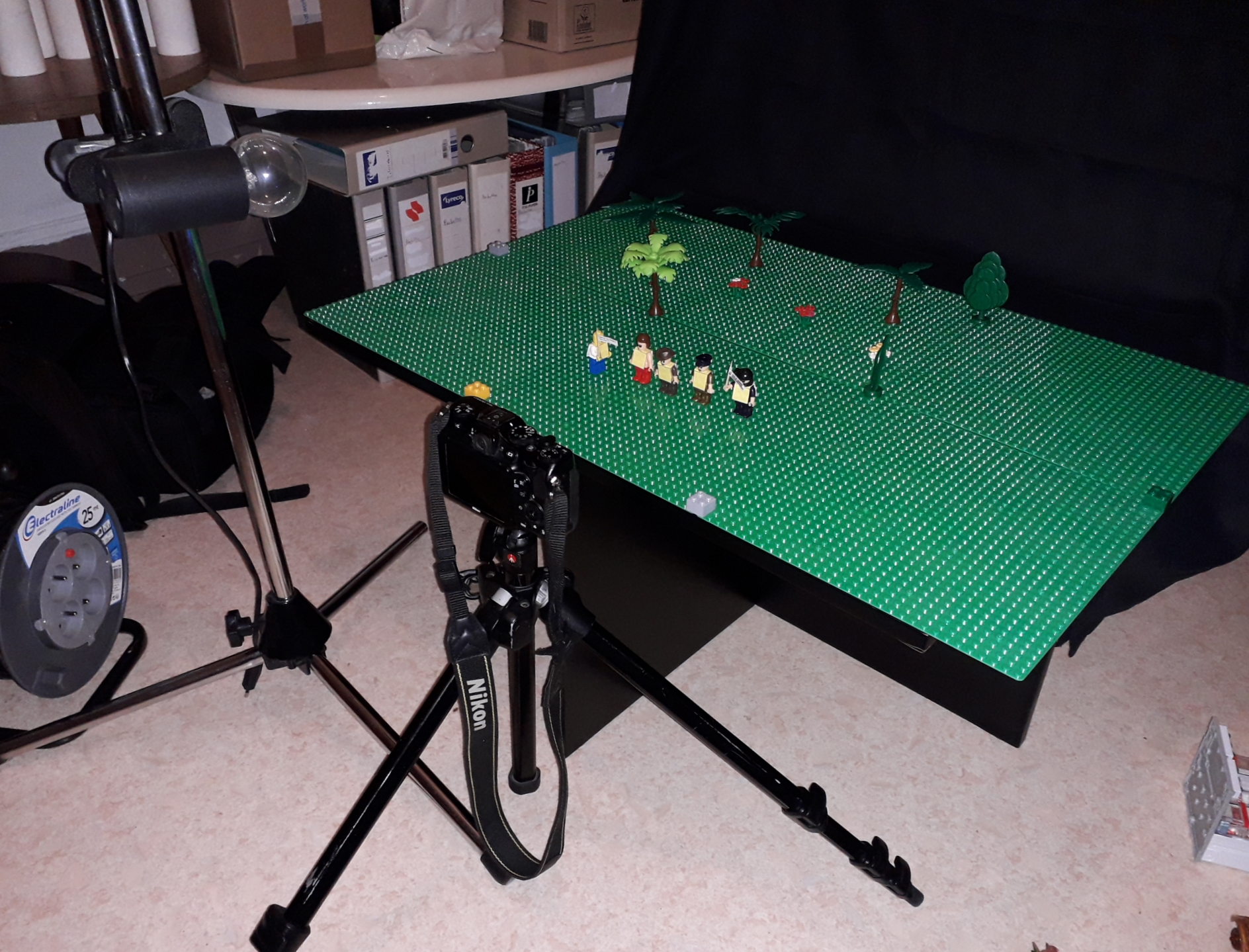
Grabación de un cortometraje hecho de LEGOS o Brickfilm.

Brickfilm es un término inglés que significa «Película de ladrillos», es una película hecha utilizando ladrillos LEGO u otros juguetes de construcción de plástico similares. Por lo general, se crean con stop motion, animación tradicional y películas de imagen real con juguetes de construcción de plástico (o representaciones de ellos) también se consideran normalmente Brickfilms. El término «brickfilm» fue acuñado por Jason Rowoldt, fundador de Brickfilms.com.[cita requerida]

## Historia
El primer brickfilm conocido, En rejse til Månen (Viaje a la Luna), fue creado en 1973 por Lars C. Hassing y Henrik Hassing. El vídeo de seis minutos aunó la animación con stop motion y la imagen real, y se grabó en Super-8. Más adelante, la película le fue mostrada a Godtfred Kirk Christiansen, quién tuvo una copia personal, aunque la película no fue lanzada al público hasta mayo de 2013, cuando el creador la subió a YouTube.
El segundo brickfilm conocido, Guerras Lego - Lego Wars, fue hecho en 1980 por Fernando Escovar. La película de 3 minutos y grabada en 8mm no fue lanzada hasta que su creador lo subiera a YouTube el 2 de abril de 2007.
El tercer brickfilm conocido fue hecho entre 1985 y 1989 en Perth, Australia Occidental, por Lindsay Fleay, y se tituló El Portal Mágico - The Magic Portal, una película rodada en una cámara bolex de 19 mm. Fue capturada en película de 16 mm y las características animadas de LEGO, plastilina, y personajes y objetos de cartón, mezclando tanto la animación Stop Motion como la imagen real. Portal tenía altas cuantías de producción para un brickfilm, con presupuesto de cinco cifras aceptado por la Comisión de Cine de Australia. Sin embargo, debido a problemas legales con El Grupo LEGO, no vio tuvo gran repercusión.
Más adelante se produjeron Brickfilms en la serie Lego Campeones del Deporte, al cargo, oficialmente, de El Grupo LEGO en 1987. Durante este tiempo, Dave Lennie y Andrew Boyer comenzaron a hacer "Legomation" (»Le«omación») »tilizando una cámara VHS y equipamiento profesional.
A finales de 1990, la era de las películas y vídeos Brickfilms terminó al tener hacerse las cámaras digitales cada vez más comunes. También, Internet permitió a los Brickfilmers producir y distribuir su trabajo con mayor facilidad. La fundación de Brickfilms.com en el año 2000 reunió a la comunidad Brickfilming. Los sitios no alojaban directamente las películas, sino más bien las vinculaban a las páginas en las que se podían descargar o emitir.
Al mismo tiempo, El Grupo LEGO alentó oficialmente la creación de Brickfilms con el lanzamiento de Lego Studios (Estudios Lego). Desde entonces, los Brickfilms se han utilizado para ayudar a El Grupo LEGO a anunciar nuevos temas y sets.
A lo largo de la década del 2000, los Brickfilms aumentaron en sofisticación y obtuvo la atención de los medios de comunicación de vez en cuando. Películas de alto-extremo se ofrecen a menudo a efectos digitales, creados fotograma a fotograma con editores de imágenes o insertados a través de software de composición de vídeo.
La Edición DVD Deluxe de Monty Python y el Santo Grial contenía un extra en forma de un Brickfilm de la «Canción de Camelot», producida por Spite Your Face Productions. Desde entonces, varios Brickfilms se han publicado en DVD, junto con las películas que se emulan, como cuando Lego Star Wars: La Venganza del Ladrillo se presentó en el DVD Volumen 2 de la serie de televisión de 2003 Star Wars: Las Guerras Clon.
Algunos Brickfilms también se han lanzado en el mercado por su cuenta, tales como Jericó: La Promesa Cumplida, una película de 30 minutos de duración realizada por Shatter Point Entertainment, y las guerras de la Humanidad episodio I y II. La película fue premiada con la Mejor Animación en el Festival de Cine Independiente de El Cabo del Miedo 2009.[cita requerida] En 2007, el Brickfilm Rick & Steve: La Pareja Gay más Feliz del Mundo fue aceptada en más de 80 festivales de cine, incluyendo Sundance.
En 2008, el administrador de Brickfilms.com, Schlaeps, comenzó a desarrollar otro sitio Brickfilming que más tarde se convertiría en Bricksinmotion.com. Como hacía uso de los servidores de Brickfilms.com, Schlaeps fue expulsado del sitio.
Hoy en día casi todos los Brickfilming se realizan con cámaras digitales y webcams, las cuales hacen que el arte sea más accesible a todos. Y desde la década de 2010, como el vídeo de alta definición se convierte en un común, el HD es el nuevo estándar establecido para todo Brickfilm que se precie, con algunos animadores incluso considerando el 3D.

## Técnica
Todos los Brickfilms modernos son capturados con cámaras digitales (a veces en forma de cámaras web, cámaras réflex digitales o videocámaras con la capacidad de tomar imágenes). La tasa de fotogramas estándar para una película de calidad es de 15 FPS, como un consenso entre el tiempo de producción mínimo y movimiento suave. Hay también un ciclo de movimiento (andar) de 4 fotogramas para las minifiguras en este framerate (ratio de fotogramas). Un Brickfilmer experto puede utilizar sólo el 12 FPS con buenos resultados, pero una tasa de fotogramas inferiores se considera solo para aficionados. Tenga en cuenta que algunos Brickfilms modernos, especialmente el trabajo de Custard Productions, tienen una tasa de fotogramas mucho más altas que las películas de la época dorada de Brickfilms.com.
Antes de que la película esté montada, las propias imágenes pueden ser alteradas para crear efectos especiales fotograma a fotograma. La edición se puede realizar con casi cualquier programa de vídeo digital. Sin embargo, los Brickfilmers más experimentados prefieren utilizar software dedicados al stop motion, como el MonkeyJam gratuito y Helium Frog Animator, o software de pago, tales como Dragon Stop Motion. Después de ello, el software de composición, como Adobe After Effects se puede usar para añadir efectos visuales y un editor de vídeo para unir los clips de stop motion, y luego añadir la banda sonora.

## Festivales de Brickfilming y comunidades
Algunos Festivales de Cine se dedican enteramente a Brickfilms. El Hobby por el Brickfilming ha llevado a la creación de varias comunidades en línea, incluyendo BricksInMotion.com y Brickfilms.com, algunas de las cuales han sido cubiertas en los medios de comunicación convencionales. Estos festivales ofrecen muchos concursos, con muchos premios reales a ganar.